# یویا ناکامورا
یویا ناکامورا (ژاپنی: 中村 祐也؛ زادهٔ ۱۴ آوریل ۱۹۸۶) یک بازیکن فوتبال اهل ژاپن است.
از باشگاه‌هایی که در آن بازی کرده‌است می‌توان به باشگاه فوتبال اوراوا رد دیاموندز، باشگاه فوتبال شونان بلمار و باشگاه فوتبال ماچیدا زلویا اشاره کرد.